# Gnesiomyia crassiseta
Gnesiomyia crassiseta är en tvåvingeart som först beskrevs av de Meijere 1911.  Gnesiomyia crassiseta ingår i släktet Gnesiomyia och familjen vapenflugor. Inga underarter finns listade i Catalogue of Life.